# Устаничка улица (Београд)
| Устаничка улица | Устаничка улица                             |
| --------------- | ------------------------------------------- |
|                 |                                             |
| Општина         | Градске општине Звездара, Вождовац и Врачар |
| Почетак         | Аутокоманда                                 |
| Крај            | Булевар краља Александра                    |
| Дужина          | 3 m                                         |
| Ширина          | 20 m                                        |
| Створена        | 1920.                                       |
| Названа         | 1952.                                       |
| Стари називи    | Војводе Глигора, Благоја Нешковића          |
|                 |                                             |
|                 |                                             |
|                 |                                             |

Устаничка улица у Београду једна је од најдужих улица у главном граду Републике Србије, која пролази кроз три београдске општине: Звездара, Вождовац и Врачар. Њен почетак налази се на Аутокоманди, код Јужног булевара, пролази поред Душановца, Шумица и Коњарника, потом наставља узбрдо према Булевару краља Александра где се завршава.

## Ранији називи улице
Забележено је да је улица најпре (1920-1949) носила име Војводе Глигора, односно Глигора Соколовића, четничког војводе с краја 19. и почетка 20. века.
Од 1949. до 1952. улица се звала по Благоју Нешковићу (1907-1984) предратном комунисти, учеснику Шпанског грађанског рата и Народноослободилачке борбе и лекару. Убрзо пошто је постављен на функцију потпредседника Владе ФНР Југославије, избио је политички сукоб између њега и Јосипа Броза, те је у новембру 1952. разрешен дужности. До краја живота бавио се научним радом.
Управо због политичке дискредитације Б. Нешковића и његовог искучивања из Савеза комуниста Југославије, улица од 1952. носи данашњи, политички неутралан назив - Устаничка, алудирајући пре свега на устанак током НОБ-а.

## Устаничком улицом
На почетку Устаничке улице налази се тзв. Специјални суд, осносно Посебно одељење Окружног суда у Београду које је надлежно за вођење поступака у вези са организованим криминалом, основано 1. маја 2003. године. У септембру исте године основано је при истом суду и Веће за ратне злочине. На другој страни улице налази се Прекршајни суд.
У улици се налази и зграда Општине Вождовац која је изграђена 1949. године, на чијем улазу стоје споменици „Борбе“, рад вајара Сретена Стојановића.
На средини улице налази се парк Шумице, непосредно поред истоименог спортског центра који је основан 1974. године. У наставку улице налази се хотел „Србија”.
На углу са Булеваром Краља Александра се од 30. децембра 1985. налази аутобуска и трамвајска окретница.
- Устаничка
- дублер Устанички в Шумице
- хотел „Србија”
- зграда „Тестера“ (Устаничка, 112–126 и Љермонтовљева, 1–7)